# Prix Alfred Ackermann-Teubner

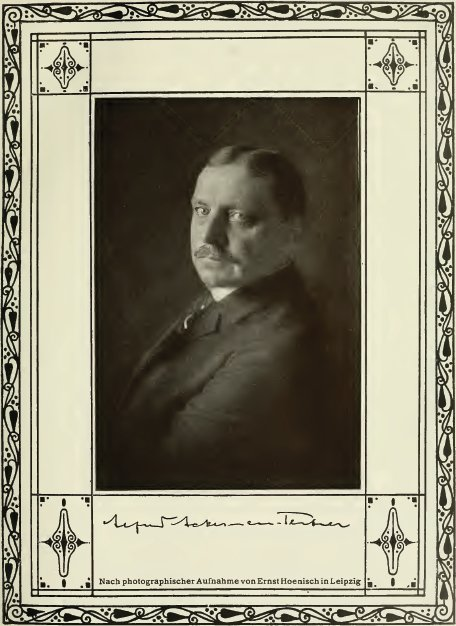
Alfred Gustav Benedictus Ackermann-Teubner (1857-1941), éditeur à Leipzig

Le prix Alfred Ackermann-Teubner pour la promotion des mathématiques a été fondé en 1912 par Alfred Ackermann-Teubner (de) et doté par l'université de Leipzig.
Le prix a été décerné pour la première fois en 1914. Il devait être attribué tous les deux ans jusqu'à ce qu'un excédent de 60 000 marks ait été accumulé dans la dotation, moment à partir duquel il devait être attribué tous les ans. Les sujets incluaient :
- histoire, philosophie, enseignement ;
- mathématiques, en particulier arithmétique et algèbre ;
- mécanique ;
- physique mathématique ;
- mathématiques, en particulier analyse ;
- astronomie et théorie des erreurs ;
- mathématiques, en particulier géométrie ;
- mathématiques appliquées, en particulier géodésie et géophysique.

## Lauréats
Les quinze lauréats du prix, depuis 1914 jusqu'en 1941, sont :
- 1914 : Felix Klein[2]
- 1916 : Ernst Zermelo, prix de 1 000 marks[5]
- 1918 : Ludwig Prandtl[6]
- 1920 : Gustav Mie [7]
- 1922 : Paul Koebe[8]
- 1924 : Arnold Kohlschütter[9]
- 1926 : Wilhelm Blaschke[10]
- 1928 : Albert Defant[11]
- 1930 : Johannes Tropfke[12]
- 1932 : Emmy Noether et Emil Artin, corécipiendaires[13],[14]
- 1934 : Erich Trefftz[15]
- 1937 : Pascual Jordan[16]
- 1938 : Erich Hecke[17]
- 1941 : Paul ten Bruggencate[18].

## Jurés
En 1937, Constantin Carathéodory et Erhard Schmidt furent invités à participer au jury. En 1944, Carathéodory fut réinvité par la Deutsche Mathematiker-Vereinigung, avec Wilhelm Blaschke.